# Institut supérieur des études technologiques de Gafsa

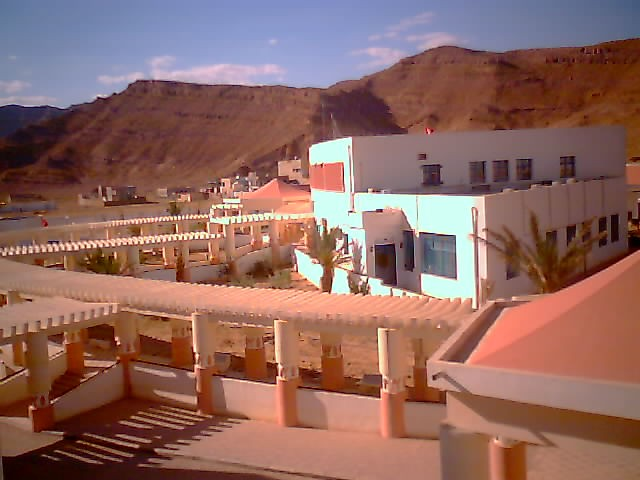
Vue de l'Iset

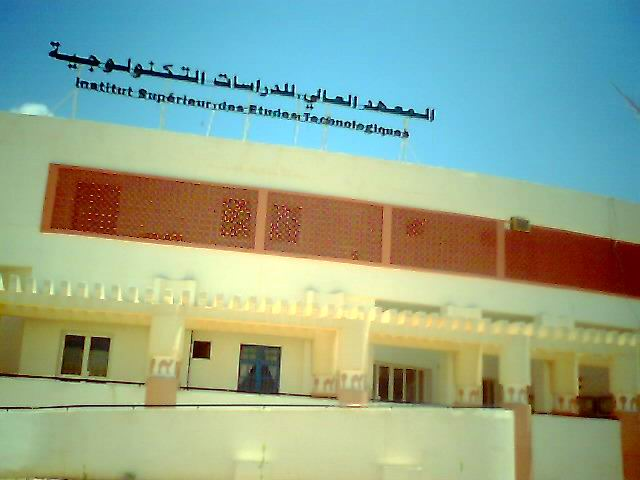
Enseigne de l'Iset

L'Institut supérieur des études technologiques de Gafsa (arabe : المعهد العالي للدراسات التكنولوجية بقفصة) (ISET-Gafsa) est une institution d'enseignement supérieur tunisienne formant des techniciens supérieurs et délivrant le diplôme de licence appliquée dans plusieurs domaines.
Gafsa est une région à vocation minière, essentiellement des mines de phosphate dans les bassins miniers de Mdhilla et Redeyef. En 1981, l'État a fondé l'Institut supérieur technologique des industries et des mines (ISTIM), ce dernier assurant deux formations dans les domaines du génie civil et du génie minier : une filière courte avec deux années de formation (1981 à 1993) et une filière moyenne de quatre années de formation (1989 à 1995).
En 1995, l'institut accueille d'autres spécialités technologiques et de gestion et s'intègre au réseau des Isets (loi no92-50 du 18 mai 1992).
À partir de l'année universitaire 2008-2009, l'Iset assure la formation selon la réforme LMD du système de l'enseignement supérieur tunisien au sein des départements suivants : génie civil, génie électrique, génie mécanique, technologie d'informatique et gestion des entreprises et des administrations.
L'Iset de Gafsa est situé dans le campus de Sidi Ahmed Zarroug à Gafsa (gouvernorat de Gafsa).